# Bungarus magnimaculatus
Espèce
Synonymes
- Bungarus caeruleus var. magnimaculata Wall & Evans, 1901

Statut de conservation UICN

 LC  : Préoccupation mineure
Bungarus magnimaculatus est une espèce de serpents de la famille des Elapidae. 

## Répartition
Cette espèce est endémique de Birmanie.

## Publication originale
- Wall & Evans, "1900" 1901 : Burmese Snakes. Notes on Specimens including forty-five species of Ophidian Fauna collected in Burma from 1st Jan to 30th June, 1900. Journal of the Bombay Natural History Society, vol. 13, p. 611-626 (texte intégral).